# Yves d'Alègre
Yves d'Alègre (1653 – Parigi, 1733) è stato un generale francese.
Prese parte alle guerre di Fiandra e dimostrò valore e coraggio nell'assedio di Nimega (1702) e nella difesa di Bonn (1703).
Catturato (1705) dalle truppe inglesi, fu imprigionato e rilasciato nove anni più tardi.
Dal 1714 fu maresciallo di Francia.
| Controllo di autorità | VIAF (EN) 252145542648996640943 · LCCN (EN) n2016006125 |